# Fußball-Club 08 Homburg/Saar 2020-2021
Questa voce raccoglie le informazioni riguardanti il Fußball-Club 08 Homburg/Saar nelle competizioni ufficiali della stagione 2020-2021.

## Stagione
Nella stagione 2020-2021 l'Homburg, allenato da Matthias Mink, Joti Stamatopoulos e Timo Wenzel, concluse il campionato di Regionalliga sudovest al 7º posto.

## Rosa
| N. |                     | Ruolo | Calciatore         |
| -- | ------------------- | ----- | ------------------ |
| 1  | Germania (bandiera) | P     | David Salfeld      |
| 4  | Germania (bandiera) | D     | Jannis Reuss       |
| 6  | Germania (bandiera) | D     | Tim Stegerer       |
| 7  | Germania (bandiera) | C     | Patrick Lienhard   |
| 8  | Italia (bandiera)   | C     | Daniel di Gregorio |
| 9  | Germania (bandiera) | A     | Max Bell Bell      |
| 10 | Germania (bandiera) | A     | Patrick Dulleck    |
| 11 | Germania (bandiera) | A     | Marcel Carl        |
| 13 | Germania (bandiera) | C     | Philipp Hoffmann   |
| 14 | Serbia (bandiera)   | A     | Damjan Marčeta     |
| 15 | Germania (bandiera) | D     | Jonas Scholz       |
| 17 | Germania (bandiera) | C     | Marco Hingerl      |
| 18 | Germania (bandiera) | D     | Philipp Schuck     |

| N. |                       | Ruolo | Calciatore         |
| -- | --------------------- | ----- | ------------------ |
| 19 | Germania (bandiera)   | C     | Loris Weiss        |
| 20 | Germania (bandiera)   | C     | Jannik Sommer      |
| 21 | Germania (bandiera)   | D     | Luca Plattenhardt  |
| 22 | Germania (bandiera)   | C     | Serkan Göcer       |
| 23 | Germania (bandiera)   | D     | Stefano Maier      |
| 24 | Kazakistan (bandiera) | D     | Ivan Sachanenko    |
| 25 | Germania (bandiera)   | P     | Mark-Patrick Redl  |
| 26 | Austria (bandiera)    | A     | Thomas Gösweiner   |
| 27 | Germania (bandiera)   | C     | Mika Gilcher       |
| 28 | Germania (bandiera)   | P     | Niklas Knichel     |
| 29 | Germania (bandiera)   | C     | Mart Ristl         |
| 30 | Germania (bandiera)   | D     | Maurice Springfeld |
| 31 | Germania (bandiera)   | C     | Niklas Doll        |

## Organigramma societario
Area tecnica
- Allenatore: Timo Wenzel
- Allenatore in seconda: Sven Sökler, Joti Stamatopoulos
- Preparatore dei portieri: Oliver Müller
- Preparatori atletici:
- Analisi video:

## Calciomercato

### Sessione estiva
| Acquisti | Acquisti         | Acquisti        | Acquisti |
| R.       | Nome             | da              | Modalità |
| -------- | ---------------- | --------------- | -------- |
| D        | Ivan Sachanenko  | Friburgo II     |          |
| C        | Philipp Hoffmann | Preußen Münster |          |
| C        | Marco Hingerl    | Sonnenhof G.    |          |
| C        | Niklas Doll      | Homburg II      |          |
| D        | Jannis Reuss     | Sandhausen II   |          |
| D        | Philipp Schuck   | Pirmasens       |          |

| Cessioni | Cessioni            | Cessioni         | Cessioni |
| R.       | Nome                | a                | Modalità |
| -------- | ------------------- | ---------------- | -------- |
| D        | Maurice Neubauer    | Elversberg       |          |
| C        | Thomas Steinherr    | Carl Zeiss Jena  |          |
| C        | Ihab Darwiche       | FSV Francoforte  |          |
| P        | Matthias Köbbing    | Colonia II       |          |
| C        | Tim Schneider       | FSV Jägersburg   |          |
| C        | Christopher Theisen | Viktoria Berlino |          |
| C        | Tim Wöhrle          | TSG Balingen     |          |

### Sessione invernale
| Acquisti | Acquisti         | Acquisti       | Acquisti |
| R.       | Nome             | da             | Modalità |
| -------- | ---------------- | -------------- | -------- |
| A        | Thomas Gösweiner | Elversberg     |          |
| D        | Jonas Scholz     | Kaiserslautern |          |

| Cessioni | Cessioni       | Cessioni          | Cessioni |
| R.       | Nome           | a                 | Modalità |
| -------- | -------------- | ----------------- | -------- |
| D        | Johannes Kraus | Wacker Burghausen |          |

## Risultati

### Regionalliga sudovest

#### Girone di andata
| Arbitro: | Reitermayer |

|               |           |                      |
| Korzuschek 6’ | Marcatori | 76’ Carl 85’ Marčeta |

| Arbitro: | Heim |

|                                      |           |  |
| Dulleck 21’ Carl 74’ di Gregorio 80’ | Marcatori |  |

| Arbitro: | Osmanagic |

|                                               |           |  |
| Schwarz 15’ Assibey-Mensah 61’ Ripplinger 64’ | Marcatori |  |

| Arbitro: | Hildenbrand |

|                                       |           |              |
| Marčeta 3’ di Gregorio 33’ Sommer 64’ | Marcatori | 90’ Williams |

| Arbitro: | Schneider |

|  |           |             |
|  | Marcatori | 88’ Dulleck |

| Arbitro: | Rübe |

|                        |           |                                    |
| Hoffmann 4’ Sommer 73’ | Marcatori | 48’ Hammann 63’ Chessa 83’ Schmitt |

| Arbitro: | Bergmann |

|             |           |                      |
| Marčeta 15’ | Marcatori | 25’ Tekerci 69’ Feil |

| Arbitro: | Heiker |

|  |           |                                                    |
|  | Marcatori | 24’ Hingerl 41’ Hoffmann 64’ Carl 78’ (aut.) Spang |

| Arbitro: | Michels |

|                          |           |                                 |
| Marčeta 36’ Hoffmann 78’ | Marcatori | 45’ Darwiche 90’ (aut.) Salfeld |

| Arbitro: | Fritsch |

|                |           |                                  |
| Burgio 8’, 32’ | Marcatori | 50’ Hoffmann 63’ Weiss 84’ Maier |

| Arbitro: | Herbert |

|                                                       |           |          |
| Weiss 23’, 89’ Dulleck 31’ Hoffmann 34’, 60’ Carl 82’ | Marcatori | 18’ Merk |

| Arbitro: | Digeser |

|              |           |                    |
| Mustapha 10’ | Marcatori | 78’ (rig.) Dulleck |

| Arbitro: | Wacker |

|  |           |             |
|  | Marcatori | 62’ Fischer |

| Arbitro: | Reimund |

|                |           |            |
| Gerezgiher 46’ | Marcatori | 4’ Dulleck |

| Arbitro: | Satriano |

|                        |           |                          |
| di Gregorio 63’ (rig.) | Marcatori | 54’ Tuma 80’ Huseinbašić |

| Sinsheim 19 gennaio 2021, ore 19:00 CET 16ª giornata | Hoffenheim II | 0 – 0 referto | Homburg | Stadio Dietmar Hopp (0 spett.)\| Arbitro: \| Prigan \| |
| Arbitro:                                             | Prigan        |               |         |                                                        |

| Arbitro: | Ballweg |

|          |           |  |
| Carl 77’ | Marcatori |  |

| Arbitro: | Reßler |

|                 |           |                        |
| Marquet 9’, 28’ | Marcatori | 83’ (rig.) di Gregorio |

| Arbitro: | Scheuermann |

|               |           |                                                  |
| Gösweiner 28’ | Marcatori | 13’ Weißhaupt 34’ Kammerknecht 83’ (rig.) Kehrer |

| Arbitro: | Schlosser |

|                          |           |                       |
| Ferukoski 69’ Teklab 81’ | Marcatori | 12’ Marčeta 54’ Maier |

| Arbitro: | Meinhardt |

|                                             |           |                                              |
| Dulleck 32’ Marčeta 47’ Ristl 54’ Weiss 73’ | Marcatori | 49’ Çoban 51’, 56’ Rühle 77’ (rig.) Reichert |

#### Girone di ritorno
| Arbitro: | Kief |

|             |           |             |
| Lienhard 8’ | Marcatori | 53’ Hofmann |

| Arbitro: | Heiker |

|                             |           |                        |
| Ríos-Alonso 5’ Hottmann 82’ | Marcatori | 37’ (rig.), 40’ Sommer |

| Arbitro: | Reimund |

|                          |           |             |
| Hinke 5’ (aut.) Carl 45’ | Marcatori | 38’ Schwarz |

| Arbitro: | Hardt |

|             |           |                             |
| Döringer 4’ | Marcatori | 58’ Marčeta 90’ di Gregorio |

| Arbitro: | Michel |

|               |           |                     |
| Gösweiner 87’ | Marcatori | 13’ Merle 19’ Urban |

| Arbitro: | Hildenbrand |

|          |           |          |
| Krob 90’ | Marcatori | 83’ Carl |

| Arbitro: | Lämmle |

|              |           |            |
| Dürholtz 52’ | Marcatori | 80’ Schuck |

| Arbitro: | Falcicchio |

|                           |           |           |
| Hingerl 13’ Gösweiner 38’ | Marcatori | 6’ Göttel |

| Francoforte sul Meno 3 aprile 2021, ore 14:00 CEST 30ª giornata | FSV Francoforte | 0 – 0 referto | Homburg | PSD Bank Arena (0 spett.)\| Arbitro: \| Ballweg \| |
| Arbitro:                                                        | Ballweg         |               |         |                                                    |

| Arbitro: | Schlosser |

|                                 |           |                 |
| Sachanenko 15’ Marčeta 62’, 71’ | Marcatori | 49’ Hillenbrand |

| Arbitro: | Tiedeken |

|            |           |               |
| Kienle 71’ | Marcatori | 90’ Gösweiner |

| Arbitro: | Besiri |

|                              |           |                             |
| Gösweiner 11’ Sachanenko 90’ | Marcatori | 9’ Quirin 82’ (rig.) Hermes |

| Arbitro: | Wacker |

|             |           |                                 |
| Falahen 75’ | Marcatori | 30’ (rig.) Dulleck 39’ Hoffmann |

| Arbitro: | Ulbrich |

|                          |           |            |
| Weiss 49’ Sachanenko 54’ | Marcatori | 19’ Schiek |

| Arbitro: | Falcicchio |

|                              |           |                          |
| Firat 24’ Tuma 26’ Deniz 85’ | Marcatori | 14’ Dulleck 17’ Lienhard |

| Arbitro: | Rau |

|           |           |             |
| Weiss 55’ | Marcatori | 58’ Asllani |

| Arbitro: | Reitermayer |

|          |           |  |
| Heim 43’ | Marcatori |  |

| Arbitro: | Prigan |

|                                  |           |             |
| Hingerl 62’ Carl 87’ Marčeta 90’ | Marcatori | 49’ Marquet |

| Arbitro: | Schlosser |

|  |           |             |
|  | Marcatori | 72’ Marčeta |

| Arbitro: | Ehing |

|                                |           |  |
| Reuss 55’ Dulleck 69’ Carl 80’ | Marcatori |  |

| Arbitro: | Scheuermann |

|  |           |                        |
|  | Marcatori | 30’ Schuck 35’ Hingerl |

## Statistiche

### Statistiche di squadra
| Competizione | Punti | In casa | In casa | In casa | In casa | In casa | In casa | In trasferta | In trasferta | In trasferta | In trasferta | In trasferta | In trasferta | Totale | Totale | Totale | Totale | Totale | Totale | DR  |
| Competizione | Punti | G       | V       | N       | P       | Gf      | Gs      | G            | V            | N            | P            | Gf           | Gs           | G      | V      | N      | P      | Gf     | Gs     | DR  |
| ------------ | ----- | ------- | ------- | ------- | ------- | ------- | ------- | ------------ | ------------ | ------------ | ------------ | ------------ | ------------ | ------ | ------ | ------ | ------ | ------ | ------ | --- |
| Regionalliga | 68    | 21      | 10      | 5       | 6       | 44      | 30      | 21           | 8            | 9            | 4            | 29           | 23           | 42     | 18     | 14     | 10     | 73     | 53     | +20 |
| Totale       | 68    | 21      | 10      | 5       | 6       | 44      | 30      | 21           | 8            | 9            | 4            | 29           | 23           | 42     | 18     | 14     | 10     | 73     | 53     | +20 |

### Andamento in campionato
| Giornata  | 1 | 2 | 3 | 4 | 5 | 6 | 7 | 8 | 9 | 10 | 11 | 12 | 13 | 14 | 15 | 16 | 17 | 18 | 19 | 20 | 21 | 22 | 23 | 24 | 25 | 26 | 27 | 28 | 29 | 30 | 31 | 32 | 33 | 34 | 35 | 36 | 37 | 38 | 39 | 40 | 41 | 42 |
| --------- | - | - | - | - | - | - | - | - | - | -- | -- | -- | -- | -- | -- | -- | -- | -- | -- | -- | -- | -- | -- | -- | -- | -- | -- | -- | -- | -- | -- | -- | -- | -- | -- | -- | -- | -- | -- | -- | -- | -- |
| Luogo     | T | C | T | C | T | C | C | T | C | T  | C  | T  | C  | T  | C  | T  | C  | T  | C  | T  | C  | C  | T  | C  | T  | C  | T  | T  | C  | T  | C  | T  | C  | T  | C  | T  | C  | T  | C  | T  | C  | T  |
| Risultato | V | V | P | V | V | P | P | V | N | V  | V  | N  | P  | N  | P  | N  | V  | P  | P  | N  | N  | N  | N  | V  | V  | P  | N  | N  | V  | N  | V  | N  | N  | V  | V  | P  | N  | P  | V  | V  | V  | V  |
| Posizione | 7 | 1 | 8 | 4 | 3 | 3 | 9 | 5 | 4 | 4  | 4  | 4  | 5  | 8  | 8  | 8  | 8  | 8  | 8  | 9  | 9  | 9  | 10 | 9  | 8  | 9  | 9  | 9  | 8  | 9  | 7  | 8  | 9  | 8  | 7  | 7  | 7  | 7  | 7  | 7  | 7  | 7  |

Legenda:

Luogo: C = Casa; T = Trasferta. Risultato: V = Vittoria; N = Pareggio; P = Sconfitta.

### Statistiche dei giocatori
| M. Bell         | 0  | 0  | 0  | 0 |
| M. Carl         | 39 | 9  | 4  | 0 |
| N. Doll         | 6  | 0  | 0  | 0 |
| P. Dulleck      | 38 | 9  | 2  | 1 |
| M. Gilcher      | 0  | 0  | 0  | 0 |
| S. Göcer        | 5  | 0  | 1  | 0 |
| T. Gösweiner    | 18 | 5  | 0  | 0 |
| M. Hingerl      | 36 | 4  | 6  | 0 |
| P. Hoffmann     | 36 | 7  | 5  | 0 |
| N. Knichel      | 1  | 0  | 0  | 0 |
| J. Kraus        | 0  | 0  | 0  | 0 |
| P. Lienhard     | 32 | 2  | 13 | 0 |
| S. Maier        | 31 | 2  | 7  | 0 |
| D. Marčeta      | 37 | 11 | 2  | 0 |
| L. Plattenhardt | 34 | 0  | 5  | 1 |
| M. Redl         | 2  | 0  | 0  | 0 |
| J. Reuss        | 12 | 1  | 0  | 0 |
| M. Ristl        | 28 | 1  | 12 | 0 |
| I. Sachanenko   | 23 | 3  | 3  | 0 |
| D. Salfeld      | 40 | 0  | 2  | 1 |
| J. Scholz       | 15 | 0  | 2  | 0 |
| P. Schuck       | 32 | 2  | 5  | 0 |
| J. Sommer       | 33 | 4  | 4  | 0 |
| M. Springfeld   | 17 | 0  | 5  | 0 |
| T. Stegerer     | 17 | 0  | 1  | 0 |
| C. Telch        | 6  | 0  | 0  | 0 |
| L. Weiss        | 35 | 6  | 3  | 0 |
| D. di Gregorio  | 32 | 5  | 7  | 0 |